# Teresa Madruga
Teresa Madruga   (Faial, 18 de març de 1953) de nom complet Teresa Maria Madruga Carvalho Neis, és un actriu portuguès.

## Biografia
Llicenciada en Filosofia, per la Universitat de Lisboa, Teresa Madruga va debutar com a actriu el 1976, amb l'obra Amantes Pueris de Fernand Crommenlynk, sota la direcció de Gastão Cruz, al Teatro da Trindade. Més tard, seria dirigit per directors com Ricardo Pais, Osório Mateus, Carlos Fernando, Mário Feliciano o João Lourenço.
A finals de la dècada de 1980 s'inicia una col·laboració habitual amb el Teatro da Cornucópia, on va ser dirigida per Luís Miguel Cintra (1988 - Auto da Feira de Gil Vicente, Rei Bamba, de Lope de Vega; 1989 - O Público, de García Lorca, Céu de Papel, a partir de textos de Luigi Pirandello i Samuel Beckett; 1990 - Um Poeta Afinado, de Manuel de Figueiredo, Muito Barulho Para Nada, de Shakespeare) i Rui Mendes (1988 - Três Irmãs, d’Anton Txèkhov).
En els anys 2000 va participar en Laramie de Moises Kaufman, amb Diogo Infante al Teatro Maria Matos (2006).
Dels diferents guardons rebuts en teatre, destaca el Premi Garret (1988), per la seva interpretació a Rei Bamba de Lope de Vega, dirigida per Luís Miguel Cintra (Teatro da Cornucòpia).
Amb una filmografia de més de 30 títols, al cinema Teresa Madruga va participar en pel·lícules ‘António Pedro Vasconcelos, Manoel de Oliveira, João César Monteiro, João Canijo, José Álvaro de Morais, João Pedro Rodrigues, João Mário Grilo, Fernando Vendrell, João Botelho, Fernando Matos Silva, Fernando Lopes o António da Cunha Telles.
El seu paper protagonista a la pel·lícula suïssa Alain Tanner A la ciutat blanca (1983) li va valer el reconeixement internacional i la participació en produccions estrangeres, a Espanya, França, Itàlia. El 1995 va aparèixer al costat de Marcello Mastroianni a la pel·lícula Sostiene Pereira de Roberto Faenza.
Va ser membre del jurat de diversos festivals de cinema, concretament el Festival del Curtmetratge de Clermont-Ferrand (1988); l'any 1990 a la XI edició de la Mostra de València;. a la Selecció Nacional dels Premis del Cinema Europeu; a les seleccions de la pel·lícula portuguesa nominada a l'Oscar a la millor pel·lícula estrangera.
En cinema, cal destacar el Premi a la Millor Actriu al Festival du Court Metrage de Clermont–Ferrand, per la seva interpretació a D'Aprés Maria de Jean Claude Robert, pel·lícula també nominada als britànics. Premis Oscar i Premis César del Cinema francès; la Sete de Cinema a la millor interpretació femenina a A la ciutat blanca.
Va participar en la sèrie O Testamento per a RTP en el paper d'Adelina i a la pel·lícula de televisió Matar Saudades. Va doblar més de vuitanta dibuixos animats, donant la seva veu als més diversos personatges infantils. Les seves obres més famoses en el món del doblatge són el paper de la vilà Rita Repulsa a Power Rangers i el paper de Jessie a la primera temporada de Pokémon.

## Televisió
- Terra Mãe RTP 1998 'Fátima Silva'
- Bastidores RTP 2001 'Teresa Almeida'
- A Jóia de África TVI 2002 'Isabel da Cunha'
- Tudo Por Amor TVI 2002/2003 'Cecília Brito'
- João Semana RTP 2005 'Engrácia'
- Quando os Lobos Uivam RTP 2006 'Odete'
- Feitiço de Amor TVI 2008/2009 'Conceição Santos'
- A Vida Privada de Salazar SIC 2009 'Felismina'
- Sentimentos TVI 2009/2010 'Olinda Ramos de Oliveira'
- Regresso a Sizalinda RTP 2010 'Adelina'

## Filmografia
- Francisca, de Manoel de Oliveira (1981)
- A la ciutat blanca, d’Alain Tanner (1983)
- Matar Saudades, de Fernando Lopes (1988)
- Sostiene Pereira, de Roberto Faenza (1996)
- Ganhar a Vida, de João Canijo (2001)
- O Gotejar da Luz, de Fernando Vendrell (2002)
- Quaresma (2003)
- O Fatalista, de João Botelho (2005)
- Tabu, de Miguel Gomes (2012)
- Ruth, de António Pinhão Botelho (2018)